# Georg Adolf Suckow
Georg Adolf Suckow (28 de enero de 1751 - 13 de marzo de 1813) fue un médico, químico, mineralista, ingeniero de minas, y botánico alemán.

## Biografía
Realizó sus estudios de grado en la Universidad de Heidelberg, graduándose en 1813 con la tesis "Myologia insectorum ...". Su hijo era el también naturalista Friedrich Wilhelm Ludwig Suckow (1770–1838).
Fue profesor de investigación de física, química, historia natural, y curador del Museo de Historia Natural en Mannheim.

## Algunas publicaciones
- 1775. Von dem Nutzen der Chymie zum Behuf des bürgerlichen Lebens, und der Oekonomie. Nebst Ankündigung der Lesestunden des Sommers halben Jahres 1775 bei der kurfürstlichen oekonomischen Schule zu Lautern, von G.A. Suckow, der A.D. Professor der theoretischen Wissenschaften, und beständigen Sekretair der Kurfürstlichen oekonomischen Gesellschaft. Mannheim/Lautern

- 1777. Oekonomische Botanik. Reimpreso en 2012 de Nabu Press, ISBN 1273384172, ISBN 9781273384172

- 1782. Versuche über die Wirkungen verschiedener Luftarten auf die Vegetation.

- 1788. Geschichte der Kurpfälzischen Staatswirthschafts Hohen Schule.

- 1790. Anfangsgründe der Mineralogie. Ed. Weidmann, 447 p.

- 1792. Diagnose der Pflanzengattungen.

- Anfangsgrunde der theoretischen und angewandten Naturgeschichte der Thiere. Leipzig: Weissmann. Obra en seis v. Parte I. Mamíferos. 1797. II. Aves 1800 & 1801. III. Anfibios. 1798. IV. Peces 1799 V Reptiles 1798? VI Invertebrados. Diversamente encuadernado, con fecha de diversas maneras. Los volúmenes parecen estar fuera de fecha.

## Honores

### Membresías
- 1808 Academia de Ciencias de Baviera

- 1798 Leopoldina.[1]

- La abreviatura «Suckow» se emplea para indicar a Georg Adolf Suckow como autoridad en la descripción y clasificación científica de los vegetales.[2]